# Morkhoven
Morkhoven é uma vila na província belga de Antuérpia.

## História
A vila foi mencionada pela primeira vez em 1286 como pertencente à Terra de Geel. Até o início do século XVI era parte do heerlijkheid de Noorderwijk. A chamada Livre Tilia é uma árvore plantada durante a Revolução brabantina. A árvore atual data da Revolução Belga de 1830. A economia costumava ser baseada na agricultura, mas no século XX tornou-se principalmente uma zona residencial. O município foi fundido em Herentals em 1977.